# Конопкі-Млоде
Конопкі-Млоде (пол. Konopki Młode) — село в Польщі, у гміні Снядово Ломжинського повіту Підляського воєводства.
Населення — 54 особи (2011).
У 1975-1998 роках село належало до Ломжинського воєводства.

## Демографія
Демографічна структура станом на 31 березня 2011 року:
|          | Загалом | Допрацездатний вік | Працездатний вік | Постпрацездатний вік |
| -------- | ------- | ------------------ | ---------------- | -------------------- |
| Чоловіки | 24      | 5                  | 19               | 0                    |
| Жінки    | 30      | 11                 | 18               | 1                    |
| Разом    | 54      | 16                 | 37               | 1                    |